# Arcidiecéze Accra
Arcidiecéze Accra je arcidiecéze římskokatolické církve nacházející se v Ghaně.

## Území
Arcidiecéze zahrnuje region Greater Accra.
Arcibiskupským sídlem je město Accra kde se nachází hlavní chrám katedrála Ducha Svatého.
Rozděluje se do 24 farností. K roku 2012 měla 201 000 věřících, 82 diecézních kněží, 66 řeholních kněží, 137 řeholníků a 36 řeholnic.

### Církevní provincie
Církevní provincie Accra byla založena roku 1992, zahruje 4 sufragánn:
- diecéze Ho
- diecéze Jasikan
- diecéze Keta–Akatsi
- diecéze Koforidua

## Historie
Dne 2. prosince 1943 byla z části území apoštolského vikariátu Gold Coast vytvořena apoštolská prefektura Accra.
Dne 12. června 1947 byla prefektura bulou Si evangelicos fructus papeže Pia XII. povýšena na apoštolský vikariát.
Dne 18. dubna 1950 byl vikariát bulou Laeto accepimus papeže Pia XII. povýšen na diecézi a stala se sufragánnou arcidiecéze Cape Coast.
Dne 6. července 1992 byla z části jejího území vytvořena diecéze Koforidua a bulou Quae maiori papeže Jana Pavla II. povýšena na metropolitní arcidiecézi.

## Seznam biskupů
- Adolph Alexander Noser, S.V.D. (1944 - 1953)
- Joseph Oliver Bowers, S.V.D. (1953 - 1971)
- Dominic Kodwo Andoh (1971 - 2005)
- Gabriel Charles Palmer-Buckle (2005 - 2018)
- John Bonaventure Kwofie (od 2019)